# ويندي روميرو
ويندي روميرو (بالإسبانية: Wendy Romero)‏ (8 فبراير 1992 - ) هي لاعبة كرة طائرة فنزويلية. شاركت في الألعاب الأولمبية الصيفية 2008.

## وصلات خارجية
- ويندي روميرو على موقع أوليمبيديا (الإنجليزية)